# Aphtovirus
Aphtovirus je rod RNA virů patřící do čeledě Picornaviridae. K rodu patří virus slintavky a kulhavky a virus koňské rinitidy A. Virion měří kolem 24 nm, kapsida je sférického tvaru, ikozahedrální symetrie a je složena ze čtyř typů proteinů. Jako všechny RNA viry i aftoviry podléhají častým bodovým mutacím.